# Zellig Harris
Zellig Sabbettai Harris, ameriški jezikoslovec, * 23. oktober 1909, Balta, Rusko cesarstvo (danes Ukrajina), † 22. maj 1992, New York, Združene države Amerike.
Delal je na področju znanstvene metodologije. Najbolj znan je bil zaradi svojega dela na področju strukturalne ligvistike, analize diskurza in odkritja preoblikovalnih struktur (transformational structure) v jeziku. Zaslovel je s knjigo Methods in Structural Linguistics, ki jo je objavil leta 1951 in ga je utrdila kot ustanovitelja transformacijske analize.

## Življenjepis
Leta 1913, ko je bil star štiri leta, je njegova družina emigrirala v Združene države Amerike, točneje v Philadelphio, v zvezni državi Pensilvanija. Pri trinajstih letih so ga na lastno željo poslali živeti v Palestino, kjer se je z delom preživljal, mnogokrat pa se je vrnil, da bi živel v socialističnem kibucu v Izraelu. Njegov brat Tzvi N. Harris je s svojo ženo Shoshano igral osrednjo vlogo pri razumevanju imunskega sistema in razvoja sodobne imunologije. Njegova sestra Anna H. Live je bila predstojnica Angleškega inštituta na Univerzi v Pensilvaniji (sedaj imenovan Program angleškega jezika). Leta 1941 se je poročil s fizičarko Brurijo Kaufman, ki je bila Einsteinova asistentka v petdesetih na Univerzi Princeton. V šestdesetih letih sta prebivališče osnovala v Izraelu v skupnosti Mishmar Ha'Emek, kjer sta živela s posvojeno hčerko Tamar. Od leta 1949 pa do svoje smrti je Zellig Harris obdržal pristen odnos z Naomi Sager, predstojnico Lingvističnega projekta na univerzi v New Yorku. Njuna hči Eva Harris je profesorica nalezljivih bolezni na univerzi v Kaliforniji in predsednica neprofitne organizacije Inštitut trajnostnih znanosti. Zellig Harris je umrl v spanju, 22. maja, 1992 v New Yorku.